# Phygadeuon obscuratus
Phygadeuon obscuratus là một loài tò vò trong họ Ichneumonidae.